# Idioma tongano
El tongano (autoglotónimo: lea faka-Tonga) es un idioma polinesio hablado en las islas de Tonga.
La lengua tongana pertenece al grupo polinesio de la rama malayo-polinesia de las lenguas austronesias. 
Se habla en el Reino de Tonga por unas 100.000 personas, poseyendo un extenso corpus de literatura tradicional.

## Escritura
El idioma tongano se escribe en alfabeto latino, normalizado desde 1941. El siguiente cuadro muestra con claridad el alfabeto tongano.
| Letras del alfabeto tongano | Letras del alfabeto tongano | Letras del alfabeto tongano | Letras del alfabeto tongano | Letras del alfabeto tongano | Letras del alfabeto tongano | Letras del alfabeto tongano | Letras del alfabeto tongano | Letras del alfabeto tongano | Letras del alfabeto tongano | Letras del alfabeto tongano | Letras del alfabeto tongano | Letras del alfabeto tongano | Letras del alfabeto tongano | Letras del alfabeto tongano | Letras del alfabeto tongano | Letras del alfabeto tongano |
| --------------------------- | --------------------------- | --------------------------- | --------------------------- | --------------------------- | --------------------------- | --------------------------- | --------------------------- | --------------------------- | --------------------------- | --------------------------- | --------------------------- | --------------------------- | --------------------------- | --------------------------- | --------------------------- | --------------------------- |
| A                           | E                           | F                           | H                           | I                           | K                           | L                           | M                           | N                           | Ng                          | O                           | P                           | S                           | T                           | U                           | V                           | ʼ                           |
| a                           | e                           | f                           | h                           | i                           | k                           | l                           | m                           | n                           | ng                          | o                           | p                           | s                           | t                           | u                           | v                           | ʼ                           |
| Valores fonéticos           |                             |                             |                             |                             |                             |                             |                             |                             |                             |                             |                             |                             |                             |                             |                             |                             |
| a                           | e                           | f                           | h                           | i                           | k                           | l                           | m                           | n                           | ŋ                           | o                           | p                           | s                           | t                           | u                           | v                           | ʔ                           |

Cada una de las cinco vocales pueden alargarse, para poder indicar gráficamente se les coloca un macrón sobre ellas: ā, ē, ī, ō, ū.

## Texto de ejemplo
Ko e kotoa ʻo haʻa tangata ʻoku fanauʻi mai ʻoku tauʻataina pea tatau ʻi he ngeia mo e ngaahi totonu. Naʻe fakanaunauʻi kinautolu ʻaki ʻa e ʻatamai mo e konisenisi pea ʻoku totonu ke nau feohi ʻi he laumalie ʻo e nofo fakatautehina.
Todos los seres humanos nacen libres e iguales en dignidad y derechos y, dotados como están de razón y conciencia, deben comportarse fraternalmente los unos con los otros.
Artículo 1º de la Declaración Universal de los Derechos Humanos.